# Соловйов Едуард Петрович
Соловйов Едуард Петрович (народ. 8 березня 1978 р на Донеччині) - кандидат юридичних наук, доцент, учасник російсько-української війни, правник, юрист, викладач.

## Освіта
В 1999 році з відзнакою закінчив Донецький інститут внутрішніх справ при Донецькому державному університеті за спеціальністю "Правоохоронна діяльність".
В 2006 році захистив дисертацію з теми "Теоретичні та практичні питання кримінальної відповідальності за фіктивні дії в підприємництві" та здобув науковий ступінь кандидата юридичних наук зі спеціальності "Кримінальне право та криміналогія; кримінально - виконавче право" Харківського національного університету внутрішніх справ МВС України, під науковим керівництвом Філонова Володимира Петровича.
В 2014 році присвоєно вчене звання доцента кафедри кримінального права та криміналогії Донецького державного університету

## Нагороди
- В 2016 році Указом Президента України № 53/2016 від 17 лютого 2016 року «Про відзнаку Президента України "За участь в антитерористичній операції"»нагороджений відзнакою Президента України "За участь в антитерористичній операції" — за особисту мужність та героїзм, виявлені у захисті державного суверенітету та територіальної цілісності України, вірність військовій присязі під час російсько-української війни

- В 2016 році відзнака МВС України «Вогнепальна зброя»

- В 2017 році Розпорядженням Київського міського голови № 595 від 03.08.2017 нагороджений медаллю "Честь.Слава.Держава", за мужність, патріотизм, високу громадянську позицію, героїзм, бойові заслуги у захисті незалежності, суверенітету та територіальної цілісності України.

- В 2018 році нагороджений Грамотою Верховної Ради України, за вагомий особистий внесок у справу захисту прав і свобод громадян та інтересів держави, ініціативу і наполегливість, проявлені при виконанні службового обов'язку, та високий професіоналізм.

- В 2020 році Указом Президента України № 266/2020 від 03 липня 2020 року «Про відзначення державними нагородами України» нагороджений  орденом Данила Галицького. за особисту мужність, самовіддані дії і високий професіоналізм, виявлені при виконанні службового обов’язку, та з нагоди Дня Національної поліції України.

- В 2020 році Розпорядженням Київського міського голови № 915 від 31.12.2020 оголошено Подяку за зразкове виконання службових обов'язків, високі виробничі та наукові досягення, особистий внесок у забезпечення розвитку економічної, соціально-культурної, науково-технічної та інших сфер діяльності та заслуги перед територіальною громадою міста Києва у сприянні здійсненню заходів щодо забезпечення захисту прав і свобод громадян, ефективної діяльності органів виконавчої влади та органів місцевого самоврядування.

- В 2023 році почесне звання Заслужений юрист України присвоєно Указом Президента України № 502/2023 від 23 серпня 2023 року «Про відзначення державними нагородами України з нагоди Дня Незалежності України», за значні заслуги у зміцненні української державності, мужність і самовідданість, виявлені у захисті суверенітету та територіальної цілісності України, вагомий особистий внесок у розвиток різних сфер суспільного життя, відстоювання національних інтересів нашої держави, сумлінне виконання професійного обов'язку.

## Науково-викладацька діяльність
Автор та співавтор понад 20 наукових та навчально-методичних праць з питань кримінального процесу, діяльності органів досудового розслідування, прокуратури, суду та адвокатури.

## Наукові публікації
- Напрями удосконалення законодавчого закріплення заохочувальних кримінально-правових норм, що стосуються відшкодування шкоди, завданої державі / Е. П. Соловйов // Митна справа. - 2013. - № 4(2). - С. 165-170.[1]
- Деякі питання вдосконалення кримінального законодавства у зв’язку з реформуванням кримінального судочинства в Україні / Е. П. Соловйов // Форум права. - 2013. - № 3. - С. 615–620.[2]
- Необхідність встановлення адекватної міри покарання за злочин, передбачений ст. 135 кримінального кодексу України / Е. П. Соловйов // Наше право. - 2013. - № 9. - С. 64-71.[3]
- Ще раз про поняття та структуру об’єкта злочину / Е. П. Соловйов // Європейські перспективи. - 2013. - № 8. - С. 87-92.[4]
- Проблемні питання захисту права потерпілих від злочинів / Е. П. Соловйов // Збірники наукових праць, матеріали конференцій (семінарів, круглих столів). - 2016. - С. 85-88.[5]
- Обставини, що підлягають встановленню, у кримінальних провадженнях щодо корупційних правопорушень у сфері діяльності кредитних спілок / Е. П. Соловйов // Збірники наукових праць, матеріали конференцій (семінарів, круглих столів). - 2022. - С. 271-276.[6]
- Огляд місця події під час розслідування злочинів проти безпеки виробництва [Текст] : метод. рек. / [Таран О. В., Запотоцький А. П., Сущенко В. Д. та ін.]. Київ: Нац. акад. внутр. справ, 2022. 32 с.[7]
- Публікації [8]